# Референдум в Беларуси (1995)
Первый референдум в истории Беларуси проведён 14 мая 1995 года по инициативе президента Александра Лукашенко. По результатам голосования принята государственная символика, отличающаяся от советской некоторыми второстепенными деталями, а русскому языку придан статус государственного. Также президент получил право на досрочный роспуск парламента.

## Вопросы
На референдум 1995 года вынесено 4 вопроса:

1. Согласны ли вы с приданием русскому языку равного статуса с белорусским?
2. Поддерживаете ли Вы предложение об установлении новых Государственного флага и Государственного герба Республики Беларусь?
3. Поддерживаете ли Вы действия Президента Республики Беларусь, направленные на экономическую интеграцию с Российской Федерацией?
4. Согласны ли Вы с необходимостью внесения изменений в действующую Конституцию Республики Беларусь, которые предусматривают возможность досрочного прекращения полномочий Верховного Совета Президентом Республики Беларусь в случаях систематического или грубого нарушения Конституции?
Оригинальный текст (бел.)
1. Ці згодны Вы з наданнем рускай мове аднолькавага статусу з беларускай?
2. Ці падтрымліваеце Вы прапанову аб устанаўленні новых Дзяржаўнага сцяга і Дзяржаўнага герба Рэспублікі Беларусь?
3. Ці падтрымліваеце Вы дзеянні Прэзідэнта Рэспублікі Беларусь, скіраваныя на эканамічную інтэграцыю з Расійскай Федэрацыяй?

4. Ці згодны Вы з неабходнасцю ўнясення змяненняў у Канстытуцыю Рэспублікі Беларусь, якія прадугледжваюць магчымасць датэрміновага спынення паўнамоцтваў Вярхоўнага Савета Прэзідэнтам Рэспублікі Беларусь у выпадках сістэматычнага ці грубага парушэння Канстытуцыі?

Первые три вопроса выносились на обязательный референдум, а ответ на четвёртый должен был иметь рекомендательный характер.

## Предпосылки
19 сентября 1991 года Верховный Совет Республики Беларусь в обстановке растерянности парламентского большинства после ГКЧП и в отсутствие всенародного обсуждения принял Закон «О Государственном флаге Республики Беларусь», утвердивший бело-красно-белый флаг, а закон Республики Беларусь от 19 сентября 1991 года № 1086-XII и постановление Верховного Совета от 10 декабря 1991 утвердили Погоню официальным гербом Республики Беларусь.
В 1990 году принята «Государственная программа развития белорусского языка и других национальных языков в Белорусской ССР», которая предусматривала преобладание белорусского языка во всех сферах функционирования белорусского общества к 2000 году и отчасти противоречила белорусскому Закону о языках, гарантировавшему гражданам право обращаться в органы власти на любом языке (ст. 3). Как показала практика, отдельные положения данной программы не были реализованы. В то же время опросы показывали, что большинство населения хотело, чтобы русский язык имел статус государственного.
Существует мнение, что проведение референдума было обусловлено желанием президента А. Г. Лукашенко упрочить свою власть и приобрести популярность в России с последующей целью, в случае благоприятных обстоятельств, стать президентом России либо возглавить союзное государство Беларуси и России.

## Подготовка и проведение
2 февраля 1995 года на встрече с ветеранами Лукашенко объявил о намерении провести референдум. 11 апреля 1995 года депутаты Верховного Совета большинством голосов высказались «за» и назначили дату проведения — 14 мая 1995 года, но выступили против вынесения на всенародное обсуждение трёх из четырёх предложенных главой государства вопросов. Лукашенко заявил, что берёт ответственность за проведение референдума на себя и пригрозил приостановить деятельность высшего законодательного органа в случае, если Верховный Совет не изменит свою позицию. В знак протеста депутаты фракций БНФ во главе с Зеноном Позняком и БСДГ во главе с Олегом Трусовым начали голодовку в зале заседаний парламента и остались там ночевать в ночь с 11 на 12 апреля. Ночью, под предлогом того, что было сообщение о минировании здания парламента (по данным следствия, сообщение действительно имело место, однако личность его автора выяснить не удалось), в зал заседаний был введён ОМОН и сотрудники службы безопасности президента, которые насильно выдворили этих депутатов. Утром депутаты утверждали, что их эвакуация сопровождалась избиениями. Следствие по делу зафиксировало наличие у депутатов телесных повреждений. Президент заявил, что он лично отдал приказ об эвакуации в целях безопасности.
По воспоминаниям Мечислава Гриба, председателя Верховного Совета на тот момент, Лукашенко также утверждал, что депутаты распивали спиртные напитки, веселились в компании приглашённых женщин. Президент, по словам М. Гриба, обещал показать для всеобщего сведения эти события, которые, по утверждению Лукашенко, были сняты на плёнку. Это обещание сдержано не было — плёнка публично не демонстрировалась.
Республиканская прокуратура возбудила уголовное дело по заявлению группы депутатов об избиении их работниками милиции в Доме правительства. Дело об избиении депутатов, возбуждённое по части 2 статьи 201 и части 2 статьи 167 Уголовного кодекса Республики Беларусь, было приостановлено в связи с невозможностью установить тех, кто подлежал привлечению в качестве обвиняемых. По утверждению следователя Генеральной прокуратуры Язэпа Бролишса, «два эксперта-криминалиста из подразделений МВД снимали все происходившее на видеоплёнку», которую затем отдали представителю Администрации Президента. Получить оригинал плёнки следователю не удалось, что, по словам следователя, стало единственным препятствием передачи дела в суд. 13 апреля в 11.00 состоялось заседание президиума Верховного Совета и коллегии прокуратуры, где выступил генеральный прокурор Шолодонов, заявивший, что Верховный Совет, по его мнению, недееспособен, ибо можно говорить о подкупе части депутатов президентом.
13 апреля 1995 года депутаты Верховного Совета в результате повторного голосования приняли постановление № 3728-XII «О проведении республиканского референдума по вопросам, предложенным Президентом Республики Беларусь и мерах по его обеспечению». Референдум был назначен на 14 мая, одновременно с первым туром голосования по выборам в Верховный Совет.
Опросы общественного мнения показывали, что более половины жителей планирует ответить положительно на все 4 вопроса.
12 апреля Конституционный суд отказал Комиссии Верховного Совета по образованию, культуре и историческому наследию, требовавшей признать неконституционным вынесение на референдум вопроса о предоставлении русскому языку равного статуса с белорусским.
12 мая Белорусский народный фронт выпустил заявление, в котором призвал граждан принять участие в референдуме и проголосовать против.

## Результаты и последствия
Официальные результаты голосования, озвученные ЦИК, были следующими:
- за придание русскому языку статуса государственного проголосовало 83,3 % (4 017 273 чел.), против проголосовали 12,7 % (613 516 чел.), 192 693 бюллетеня в части этого вопроса признаны недействительными;
- за принятие нового флага и герба проголосовали 75,1 % (3 622 851 чел.), против проголосовали 20,47 % (988 839 чел.), 211 792 бюллетеня в части этого вопроса признаны недействительными;
- за интеграцию с Россией проголосовали 83,3 % (4 020 001 чел.), против проголосовали 12,5 % (602 144 чел.), 201 337 бюллетеней в части этого вопроса признаны недействительными;
- за наделение президента правом роспуска парламента в случае грубого или систематического нарушения последним конституции 77,7 % (3 749 266 чел.), против проголосовали 17,8 % (857 485 чел.), 216 731 бюллетень в части этого вопроса признан недействительным.

Вечером после закрытия избирательных участков и объявления первых предварительных результатов управляющий делами президента Иван Титенков лично залез на крышу дома правительства, спустил бело-красно-белый флаг и порезал его на куски.
7 июня 1995 Президент издал указы № 213 «Об утверждении эталона Государственного герба Республики Беларусь и Положения о Государственном гербе Республики Беларусь» и № 214 «Об утверждении Положения о Государственном флаге Республики Беларусь», которые законодательно закрепили изменение государственной символики.
28 июня 1996 Верховным Советом 13 созыва принят закон № 452-XIII «О признании утратившими силу законодательных актов Республики Беларусь по вопросам государственной символики», где признал утратившими силу законодательные акты, противоречащие результатам референдума.
Член Геральдического совета при президенте Республики Беларусь Сергей Рассадин в 2007 году заявил, что белорусская государственная символика, принятая на референдуме, прочно вошла в сознание народа, а замдиректора НИИ теории и практики государственного управления Академии управления при президенте Лев Криштапович добавил, что бело-красно-белый флаг и герб «Погоня» — антиисторические символы.
Результаты референдума укрепили позиции президента Республики Беларусь А. Г. Лукашенко и заложили основу для дальнейшего усиления исполнительной ветви власти в ущерб законодательной и судебной. Официальная биография А. Г. Лукашенко оценивает итоги референдума так: «Референдумы 1995-го и 1996 г. определили конституционное устройство страны, решили языковые проблемы, утвердили государственные символы, недвусмысленно высказались за союз с Россией», однако в перечне важнейших перемен за время правления президента смена символики и статуса русского языка не называются, зато упоминается централизация власти: «Мы создали эффективную действующую систему государственного управления, то, что в народе называют „вертикаль власти“».

## Правовая оценка и международная реакция

### Законность
Согласно статье 3 Конституции Беларуси (редакция 1994 года), единственным источником государственной власти в Республике Беларусь является народ, который может осуществлять свою власть непосредственно. Согласно статье 37, граждане Республики Беларусь имеют право непосредственно участвовать в решении государственных дел. Непосредственное участие граждан в управлении делами общества и государства обеспечивается проведением референдумов.
По мнению Михаила Пастухова, бывшего в 1995 году судьёй Конституционного суда, нет никаких оснований считать этот референдум противоречащим нормам Конституции, и серьёзных нарушений законности в ходе голосования также не было[уточнить]. Сам Конституционный суд в своём послании «О состоянии конституционной законности в Республике Беларусь в 1995 году» также не говорит о каких-либо нарушениях при проведении референдума.
В заявлении Государственной думы России говорится, что она «с воодушевлением восприняла результаты прямого народного волеизъявления 14 мая 1995 года, которое подтвердило неуклонное стремление белорусского народа к единению с Россией». Согласно заявлению, «высказанная позиция белорусского народа по вопросам об отношениях с Россией, о статусе русского языка и о государственной символике стала убедительным свидетельством глубокого понимания коренных интересов двух наших братских народов».

### Незаконность
Михаил Пастухов, доктор юридических наук, профессор, заслуженный юрист Республики Беларусь, указывает на неправомерность формулировки вопросов. Вынесенные на референдум вопросы противоречили преамбуле и статьям 1, 2, 3 Декларации о суверенитете Республики Беларусь, преамбуле и статьям 17 и 78 Конституции Республики Беларусь 1994 года, статье 3 Закона «О всенародном голосовании (референдуме) в Республике Беларусь» (вопросы № 1, № 2 нарушили неотъемлемое право белорусского народа на суверенную национальную государственность, гарантии существования белорусской культуры и языка, закрепленные в Законе). Согласно заключению юриста, вопросы о языке и национальной символике на референдум выносить было нельзя. Вопрос № 3 противоречил установленной суверенной национальной государственности и международным обязательствам Республики Беларусь. Вопрос № 4 не соответствует норме Декларации о суверенитете Республики Беларусь, согласно которой только Верховный Совет имеет право действовать от имени народа Республики Беларусь, кроме того, он также противоречил ряду положений Конституции 1994 года.
Была нарушена и процедура назначения референдума: 11 апреля 1995 года Верховный Совет приступил к рассмотрению предложения Лукашенко и не поддержал его инициативу. В ночь с 11 на 12 апреля 1995 года произошло избиение депутатов в здании Верховного Совета Республики Беларусь, когда люди в масках избили и выбросили из здания депутатов, оставшихся дежурить в ответ на заявление Лукашенко о том, что он приостановит работу парламента и всё равно проведёт референдум. 13 апреля 1995 года повторным голосованием Верховный Совет принял постановление о проведении референдума, но повторное голосование не было разрешено в соответствии с процедурой. Кроме того, в соответствии с Конституцией Беларуси 1994 года вносить изменения и дополнения в документ запрещалось в течение последних шести месяцев полномочий парламента.
Также законность проведения референдума 1995 г. оспаривается многими политиками, находящимися в оппозиции президенту Лукашенко. Так, бывший депутат Верховного Совета БССР, член Конституционной Комиссии и парламентской Комиссии по вопросам СМИ и прав человека Сергей Наумчик, проводя анализ законности проведения референдума, отмечает следующие нарушения:
- Закон «О всенародном голосовании (референдуме)» в актуальной на момент проведения референдума редакции не допускал вынесения на референдум вопросов, касающихся национально-исторической идентичности, в том числе вопросов о государственной символике и государственном языке. С. Наумчик подчёркивает, что, руководствуясь этим положением, Центральная избирательная комиссия Республики Беларусь перед этим уже отказывала группе граждан в проведении аналогичного референдума о государственном языке[31].
- Изменение государственного языка предполагало внесение поправки в статью 17 Конституции Беларуси. Согласно статье 148-2 Конституции, поправки в Конституцию не могли вноситься в последние шесть месяцев полномочий Верховного Совета. Наумчик подчёркивает, что Выборы в Верховный Совет 13 созыва были назначены на один день с референдумом, следовательно, если бы Верховный Совет был в тот день избран в полном составе, полномочия старого созыва закончились бы не позже, чем через три месяца после дня голосования. Это указывается в качестве второй причины, почему вопрос о государственном языке не мог выноситься на этот референдум[31].
- Верховный Совет отказывался утвердить три вопроса референдума из четырёх, предложенных президентом, до того момента, как против депутатов от БНФ, объявивших голодовку в стенах парламента, было применено физическое насилие. Наумчик расценивает применение сил ОМОНа против депутатов БНФ как угрозу другим депутатам, после которой они всё же утвердили вопросы. Таким образом, назначение референдума сопровождалось нарушением закона «О статусе депутата Верховного Совета Республики Беларусь», Временного регламента Верховного совета и Уголовного кодекса[31].

Процесс проведения сопровождался, по наблюдениям Наумчика, следующими нарушениями:
- Нарушения были зафиксированы на всех без исключения участках, на которых присутствовали наблюдатели от Белорусского народного фронта. Заявление об этом было подано в ЦИК и не было принято[31].
- Результаты референдума так и не были утверждены Верховным Советом 12 созыва[31].

По итогам референдума не было опубликовано решение, принятое референдумом предусмотренное статьями 38, 39 Закона «О народном голосовании (референдуме) в Республике Беларусь» от 13.06.1991 № 859-XII.
Парламентская ассамблея ОБСЕ сделала вывод, что парламентские выборы и референдум в Беларуси не соответствовали всем международным нормам свободного и справедливого голосования. Отмечались контроль со стороны правительства за СМИ (что приводило к недостатку или искажению информации), вмешательство исполнительной власти в избирательный процесс, препятствия деятельности политических партий и пр.
Негативное заявление по поводу выборов и референдума в Беларуси сделал госдепартамент США, в котором было высказано сожаление по поводу того, «каким образом и в какой обстановке руководство Беларуси провело выборы и референдум».
- Герб 1991—1995 гг.
- Флаг 1991—1995 гг.
- Герб после 1995 г.
- Флаг после 1995 г.